# Jan Lemaire jr.
Johannes Jacobus Adam (Jan) Lemaire jr. (Amsterdam, 19 november 1906 - Middelburg, 2 februari 1960), was een Nederlands acteur en toneelregisseur. 

## Jonge jaren
Jan Lemaire jr. was een zoon van de acteurs Jan Lemaire sr. en Anna Anken, en de broer van pianist, dirigent en componist Cor Lemaire.  Hij ging in Amsterdam al jong naar de Amsterdamse Toneelschool, waar hij les kreeg van Louis Saalborn, Dirk Verbeek, Cor Helmus en Albert van Dalsum. Op 21-jarige leeftijd werd hij verbonden aan de Koninklijke Vereeniging Het Nederlandsch Tooneel onder leiding van Louis Saalborn en Dirk Verbeek.
Al op zijn vijftiende speelde hij een rol in de stomme film Menschenwee uit 1921. Hij was daar het jonge Zwervertje dat getuige is van de moord op een kapitein door een brute kroegbaas aan de Zeedijk. Later speelde hij in de gesproken film Bleeke Bet uit 1934. Hierin had hij de rol van de onhandige jonge middenklasser Hannes die gekoppeld wordt aan Jans, maar uiteindelijk door haar wordt afgewezen omdat ze de vlotte visboer verkiest. Zijn broer Cor speelde in Bleeke Bet als pianist.

## Proletarisch toneel
Van 1932 tot 1940 behoorde Lemaire tot de vaste kern van 'De Jonge Spelers', samen met Ben Groeneveld (oprichter), Nelly Ernst, Arie Das, Johan Fiolet, Jan Seves, Lucas Wensing en Gerrit Lindenberg. Ze maakten met name toneel voor de linkse arbeiders en werden beschouwd als een modern en avantgardistisch gezelschap. Hun repertoire bestond onder meer uit werken van Vondel, De Swaen, Heijermans, A.M. de Jong, Molière en Gorki. Toen de groep in de pers het 'propagandaclubje van de SDAP' werd genoemd, reageerde Lemaire hier publiekelijk als volgt op: Het is onwaar (…), dat er in Holland geen gezelschap bestaat, dat de heldenfeiten van het proletarisch verzet openlijk en geestdrift wekkend in de massa uitdraagt. Wij de Jonge Spelers doen dat open en eerlijk, ondanks groote moeilijkheden die ons door de kapitalistische macht in de weg wordt gelegd. Het is onwaar (…) dat wij in dienst staan van de SDAP - Wij zijn een zelfstandige groep jonge toneelspelers, die voor 't proletariaat socialistische kunst brengen.
Het gezelschap werd in 1941 opgeheven omdat de leden weigerden zich in te schrijven bij de Nederlandsche Kultuurkamer, een eis van de Duitse bezetter.

## Tweede Wereldoorlog
Lemaire werd in Amsterdam gearresteerd op 7 oktober 1941 op verdenking van werkzaamheden voor het illegale communistische blad De Waarheid. Na een verblijf in de gevangenis aan de Havenstraat tot eind december 1941 en kamp Amersfoort tot februari 1942 werd hij naar Sachsenhausen gedeporteerd. Hij overleefde zowel de kampen als de dodenmars, en moest na de bevrijding een groot deel van de weg naar huis lopen, zoals hij volgens zijn zoon Daan vertelde.
In Sachsenhausen begon hij aan een dagboek, 'Mannen in Zebra', dat inzicht geeft in het dagelijkse leven van de gevangenen in het concentratiekamp en de ziekenboeg. Tot tweemaal toe werd zijn manuscript vernietigd.

## Na de bevrijding
Direct na de bevrijding begon hij voor de derde maal aan zijn boek, waarna hij eruit ging voordragen in het theater en bij ledenbijeenkomsten van de CPN in Amsterdam. In De Waarheid van 18 augustus 1945 werd hij aangekondigd met de woorden: Maandag 20 Aug. e.k. organiseren zij (de Waarheidsvrienden van het Schoter- en Kleverparkkwartier) voor de leden een avond in gebouw 'Flora' Victoriaplein, waaraan medewerking verlenen Jan Lemaire Jr. met voordrachten en Jan Govers, accordeon. Na de pauze draagt Jan Lemaire voor 'Mannen in Zebra', waarin hij het leven van concentratiekampbewoners onder de Duitse tiranie schetst. Niet lang daarna legde hij zijn boek zonder het te hebben uitgegeven weg. Zijn kleinzoons Stefan en Mischa Lemaire publiceerden 'Mannen in Zebra' in 2020 in de originele vorm.
Van 1946 tot 1950 werkte Lemaire als acteur en regisseur bij Het Vrije Toneel. In die jaren richtte hij de linkse cabaretgroep De Rode Lantaarn op. In 1946 verleende hij met zijn cabaret nog medewerking aan een bijeenkomst van de Nederlandse Vereniging van Ex-Politieke Gevangenen. Niet lang daarna nam hij afstand van zowel zijn kampverleden als van de CPN, en richtte zich volledig op het toneel.

## Zeeuwse jaren
In 1955 werd hij als jurylid gevraagd voor het Zeeuwse LandJuweel. In 1956 verhuisde hij met zijn gezin naar Middelburg, toen hem de baan van toneeladviseur werd aangeboden om alle amateurtoneelgezelschappen in Zeeland te begeleiden. Hij kwam in dienst van de Nederlandse Amateur Toneel Unie (NATU) en het Werkverband Katholiek Amateurtoneel (WKA). Dit was een drukke baan, waarvoor hij op de brommer door de gehele provincie op pad ging. Zijn vrouw deed daarom de financiële en administratieve beslommeringen. In krap vier jaar tijd gaf hij aan vele amateurtoneelgezelschappen regiecursussen en toneeladviezen; hij verzorgde de raamregie en hielp bij het kiezen van te spelen stukken. Bij de openluchtspelen van Middelburg nam hij zelfs de regie van stukken van Shakespeare ter hand. Ook regisseerde hij voor de stad Vlissingen het jaarlijkse De Ruyterspel.

## Toneelschrijver
Lemaire schreef verscheidene toneelstukken. Een ervan was het korte blijspel in een bedrijf 'De anonieme brief', een ander het avondvullende toneelstuk 'Op Drift' dat zich afspeelt op Mallorca. Hij schreef ook het humoristische kindertoneelstuk 'Pico Bello', over de jonge schoorsteenveger Pico Bello die arm is, maar dan met spoed wordt ontboden aan het hof van koning Frederik om de schoorstenen te vegen. Helaas is daar een arrogante, doortrapte hofmaarschalk die hem het leven zuur wil maken. Ook zou hij een toneelstuk 'Tijl Uilenspiegel' hebben geschreven.

## Privéleven
Jan Lemaire jr. trouwde met Elisabeth de Nijs. Hun dochter Marja trouwde met Ton Hasebos, met wie zij de serie Kabouter Kandelaar maakte. Later hertrouwde hij met Willy Scheffer. Uit dit huwelijk kwamen drie zoons: de tweeling Daan en Rob, en de jongere Ernst. Daan Lemaire werd later kunstschilder en glazenier. In november 1959 werd Jan Lemaire ernstig ziek. Hij overleed op 2 februari 1960.

## Theatrografie
- Blanke ballast (Het Vrije Toneel 1946-1950, seizoen 1946-1947): regie
- Polletje Piekhaar (Het Vrije Toneel 1946-1950, seizoen 1946-1948): regie en uitvoerend
- De heilige (Het Vrije Toneel 1946-1950, seizoen 1947-1948): regie en uitvoerend
- De verkochte grootvader (Het Vrije Toneel 1946-1950, seizoen 1947-1948): regie en uitvoerend
- Nummer zeventien of De noodlottige gelijkenis (Het Vrije Toneel 1946-1950, seizoen 1947-1948): regie en uitvoerend
- De getemde feeks (Het Vrije Toneel 1946-1950, seizoen 1949-1950): regie en uitvoerend
- Het verraad (Verenigde Spelers, seizoen 1950): uitvoerend